# Parkzicht

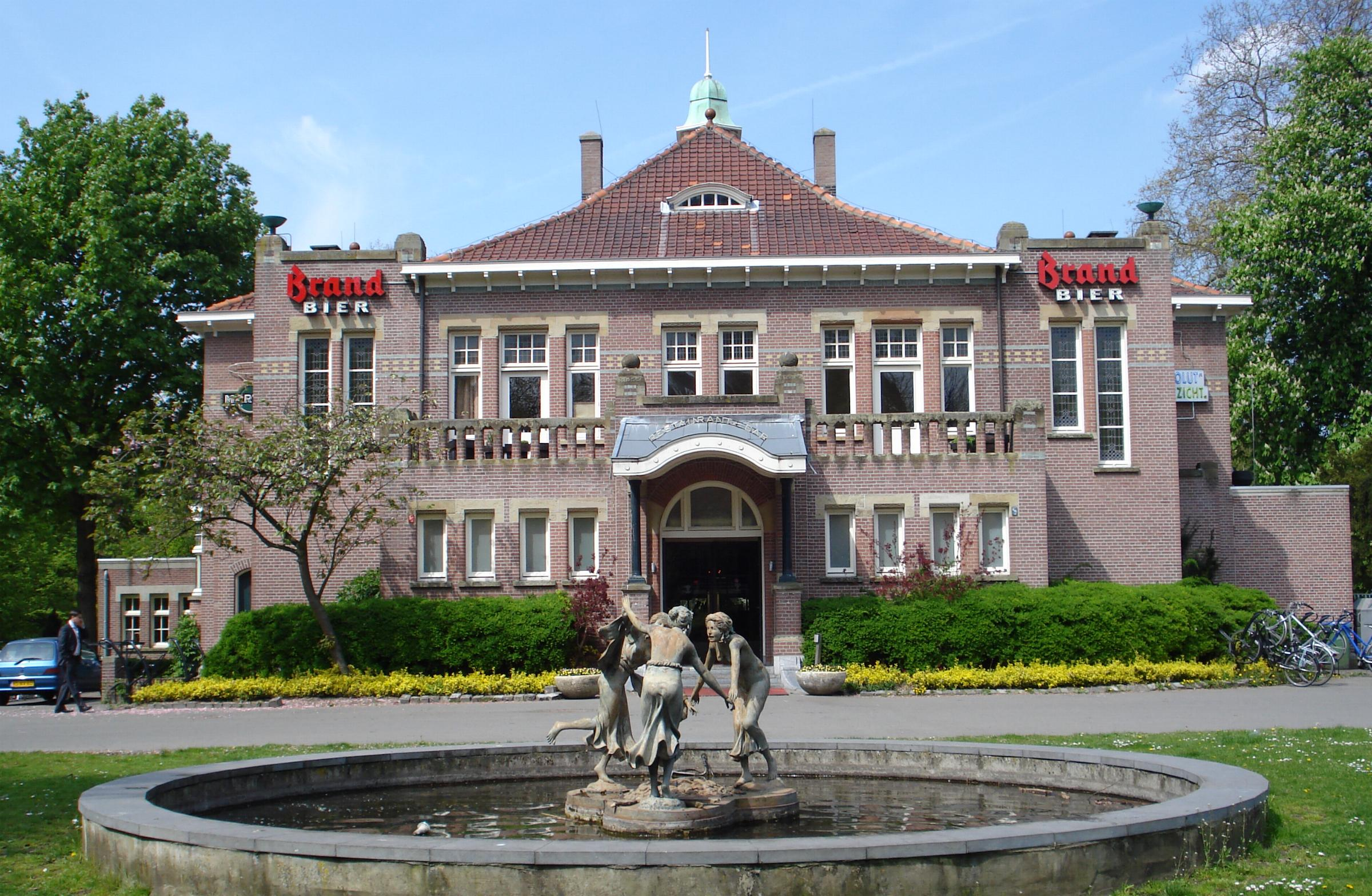
Villa Parkzicht

Parkzicht is een voormalige discotheek gevestigd in Villa Parkzicht in Het Park te Rotterdam. Ze staat bekend als de bakermat van de gabberhouse.

## Begin
De discotheek in het statige pand bestond al in de jaren tachtig onder de naam Parkzicht. In die tijd werd er vooral new wave, electronic body music en punk gedraaid. Aan het einde van de jaren tachtig werd de naam ervan veranderd in Ibiza en qua muziekstijl werd er disco, r&b en funk gedraaid.
In 1989 kreeg Ibiza twee nieuwe eigenaren die de oude naam weer aannamen en het ombouwden tot een disco waar iedere vrijdag een band live optrad en maandelijks een speciaal themafeest werd gegeven, zoals jungle-, horror- en schuimfeesten. In tegenstelling tot andere discotheken, waar men enigszins chic gekleed moest gaan om toegang te krijgen, was er bij Parkzicht sprake van een liberaal deurbeleid. Zo mochten de bezoekers op gymschoenen naar binnen.

## Opkomst van de gabberhouse
De vaste dj was Rob Janssen (DJ Rob), die op de vrijdagavond begon te experimenteren met het draaien van de destijds in Nederland opkomende new beat, acid house, techno, housemuziek. Hij mixte als een van de eerste de ritmes van een drumcomputer door zijn platen heen. Zo creëerde hij een eigen geluid, dat steeds harder werd. Deze nieuwe housestijl sloeg al gauw aan bij het publiek en de vrijdagavonden trokken steeds meer publiek dat van ver buiten Rotterdam op Parkzicht afkwam. Zo werd Parkzicht een housediscotheek die wekelijks uitverkocht was. De househit The beat is flown van DJ Rob en MC Joe (Ludie Smitshoek) werd in deze tijd in Parkzicht opgenomen.
In 1993 was de gabberhouse zo populair geworden dat Parkzicht te klein was geworden voor de vele liefhebbers. Er werden nu grote feesten georganiseerd in zalen als Ahoy en de Energiehal.

## Laatste jaren
Langzaam veranderde de samenstelling van het publiek en de sfeer in Parkzicht. De gabbercultuur had haar intrede gedaan en de zaal liep wekelijks vol met bezoekers gekleed in bij dit publiek populaire trainingspakken.
Onder meer door het vele drugsgebruik ontstonden er een aantal incidenten waardoor Parkzicht een slechte naam kreeg. In 1996 schoot een portier een bezoeker uit noodweer voor de deur dood en korte tijd later volgde nog een schietpartij in de discotheek zelf. Deze schietpartij vond plaats op een bruiloft die daar gevierd werd. Men vond het bij die gelegenheid niet gepast om te fouilleren aan de deur. Hierop besloot het stadsbestuur de zaak definitief te sluiten.
In december 2003 werd de zaak gekocht door de eigenaar van de Rotterdamse Gay Palace die de organisatie Earthquake in de arm nam voor het opnieuw organiseren van dancefeesten. Onder de naam Afterpark werd er drie keer een afterparty georganiseerd op de laatste zondagmorgen van de maand. De gemeente had echter ernstige bezwaren tegen deze feesten en wederom werd de zaak gesloten. Plannen om de discotheek een aantal jaren later weer op te starten werden eveneens door het stadsbestuur tegengehouden.